# 香茶藨子
香茶藨子（学名：Ribes odoratum）为虎耳草科茶藨子属下的一个种。

## 扩展阅读
- 維基物種上的相關：香茶藨子